# Realidad 2.0
Realidad 2.0 es un programa de videojuegos que se emitió en Libertad Digital TV desde finales de mayo de 2010 hasta noviembre del mismo año. Nació tras la escisión de parte del equipo de EliteGamer y HardGame2, continuando con el mismo formato, canal de emisión y audiencia [cita requerida]. El programa dura 25 minutos, que están divididos en noticias, entrevistas, análisis y avances. 
Además de en Libertad Digital TV también se pudo ver el programa en Movistar TV y ONO. 
Hasta el 16 de octubre de 2010 el programa ha sido presentado por Adriana Rey, que ha dado paso a Eva Blanco, que vuelve a ser la conductora del espacio tras varios meses como reportera. El programa fue dirigido por Isaac Jiménez, presentado por Eva Blanco, producido por Carlos López y editado por Alfonso Gómez.[cita requerida]